# 강력반 X-파일 끝까지 간다
《강력반 X-파일 끝까지 간다》는 2017년 6월 24일부터 2017년 9월 16일까지 방송되었던 시사교양 프로그램이다.

## 기획 의도
국내 최초로 언론과 경찰청이 함께 장기 미제 사건을 재조명하고 새로운 실마리를 찾아본 시사교양 프로그램이다.

## 방영 목록
| 회차 | 방송일          | 부제                                                | 시청률 |
| ---- | --------------- | --------------------------------------------------- | ------ |
| 1회  | 2017년 6월 24일 | 두 번의 살인 사라진 용의자 아산 갱티 고개 살인 사건 | 5.4%   |
| 2회  | 2017년 7월 1일  | 그녀의 마지막 5시간 목포 예비 간호사 살인 사건      | 6.1%   |
| 3회  | 2017년 7월 8일  | 잔혹했던 30분 울산 단란주점 살인 사건               | 5.6%   |
| 4회  | 2017년 7월 15일 | 김남선 벽돌 피살 사건                               | 5.3%   |
| 5회  | 2017년 7월 22일 | 얼굴 없는 시신의 비밀 인제 광치령 살인 사건         | 5%     |
| 6회  | 2017년 7월 29일 | 피 묻은 발자국의 진실 광주 식당 주인 살인 사건      | 5.3%   |
| 7회  | 2017년 8월 5일  | 천안 쓰레기봉투 살인 사건                           | 5.2%   |
| 8회  | 2017년 8월 12일 | 이용준 형사 의문사 사건                             | 4.4%   |
| 9회  | 2017년 8월 19일 | 영주 택시기사 살인 사건 상주로 가는 마지막 손님     | 6%     |
| 10회 | 2017년 8월 26일 | 부산 미용사 살인 사건                               | 5.7%   |
| 11회 | 2017년 9월 2일  | 사라진 두 아이 양산 여학생 실종 사건                | 4.3%   |
| 12회 | 2017년 9월 9일  | 마지막 손님의 미스터리                              | 3.4%   |
| 13회 | 2017년 9월 16일 | 사라진 그녀들 사라진 범인                           | 4.3%   |

## 같이 보기
- 사건 25시(1993년 ~ 1994년)
  - 공개수배 사건 25시(1998년 ~ 2001년)
  - 특명 공개수배(2007년 ~ 2008년)
- 공개수사 실종(2004년 ~ 2005년)
- 경찰청 사람들(MBC, 1993년 ~ 1999년)
  - 경찰청 사람들 2015(2015년)
- 긴급출동 SOS 24(SBS, 2005년 ~ 2011년)
- 경찰 24시
- 리얼스토리 실제상황(이상 iTV)
- 경찰 25시(OBS, 2009년 ~ 2015년)